# Paralaophonte harpagone
Paralaophonte harpagone is een eenoogkreeftjessoort uit de familie van de Laophontidae. De wetenschappelijke naam van de soort is voor het eerst geldig gepubliceerd in 2006 door Gheerardyn, Fiers, Vincx & De Troch.